# Шапел Биш
Шапел Биш (фр. Chapelle-Biche) насеље је и општина у северној Француској у региону Доња Нормандија, у департману Орн која припада префектури Аржантан.
По подацима из 2011. године у општини је живело 538 становника, а густина насељености је износила 86,08 становника/km². Општина се простире на површини од 6,25 km². Налази се на средњој надморској висини од 300 метара (максималној 307 m, а минималној 204 m).

## Демографија
| 1962. | 1968. | 1975. | 1982. | 1990. | 1999. | 2011. |
| ----- | ----- | ----- | ----- | ----- | ----- | ----- |
| 301   | 310   | 333   | 424   | 513   | 480   | 538   |

График промене броја становника у току последњих година